# Barthakenschnabel
Der Barthakenschnabel (Diglossa mystacalis) ist eine Vogelart aus der Familie der Tangaren (Thraupidae). Die Art kommt in Bolivien und Peru vor. Der Bestand wird von der IUCN als nicht gefährdet (Least Concern) eingeschätzt.

## Merkmale
Der Barthakenschnabel erreicht eine Körperlänge von etwa 13 bis 14,5 Zentimetern. Das Gefieder ist überwiegend glänzend schwarz. Der Bürzel ist blauschwarz getönt. Unterhalb der Wangen findet sich ein rotbrauner Bartstrich. Der nach oben gewandte schwarze Schnabel hat eine hakenförmige Spitze.

## Verbreitung und Lebensraum

Verbreitungsgebiet des Barthakenschnabels (grün)

Man findet die Vögel in Nebelwäldern und den Gebüschen von feuchtem Páramo in Höhen zwischen 2400 und 3700 Metern. Oft sieht man sie auch an den Waldrändern nahe der Baumgrenze.

## Verhalten
Nur während der Brutzeit sind sie in Paaren unterwegs, sonst gelten sie als Einzelgänger. Man kann sie akrobatisch zwischen Zweigen herumklettern sehen, bevor sie sich dann zum nächsten Baum aufmachen. Berichte weisen darauf hin, dass sie bevorzugt die Blumenkronen von Heidekrautgewächsen erforschen. Bei der Futtersuche sind sie meist in den unteren Stratifikationsschichten unterwegs und sammeln unterhalb der Blätter. Sie sind sehr territorial und verscheuchen auch andere Arten. Wenn sie zwitschern, dann sitzen sie in den Buschkronen bzw. herausstehenden Zweigen.

## Unterarten

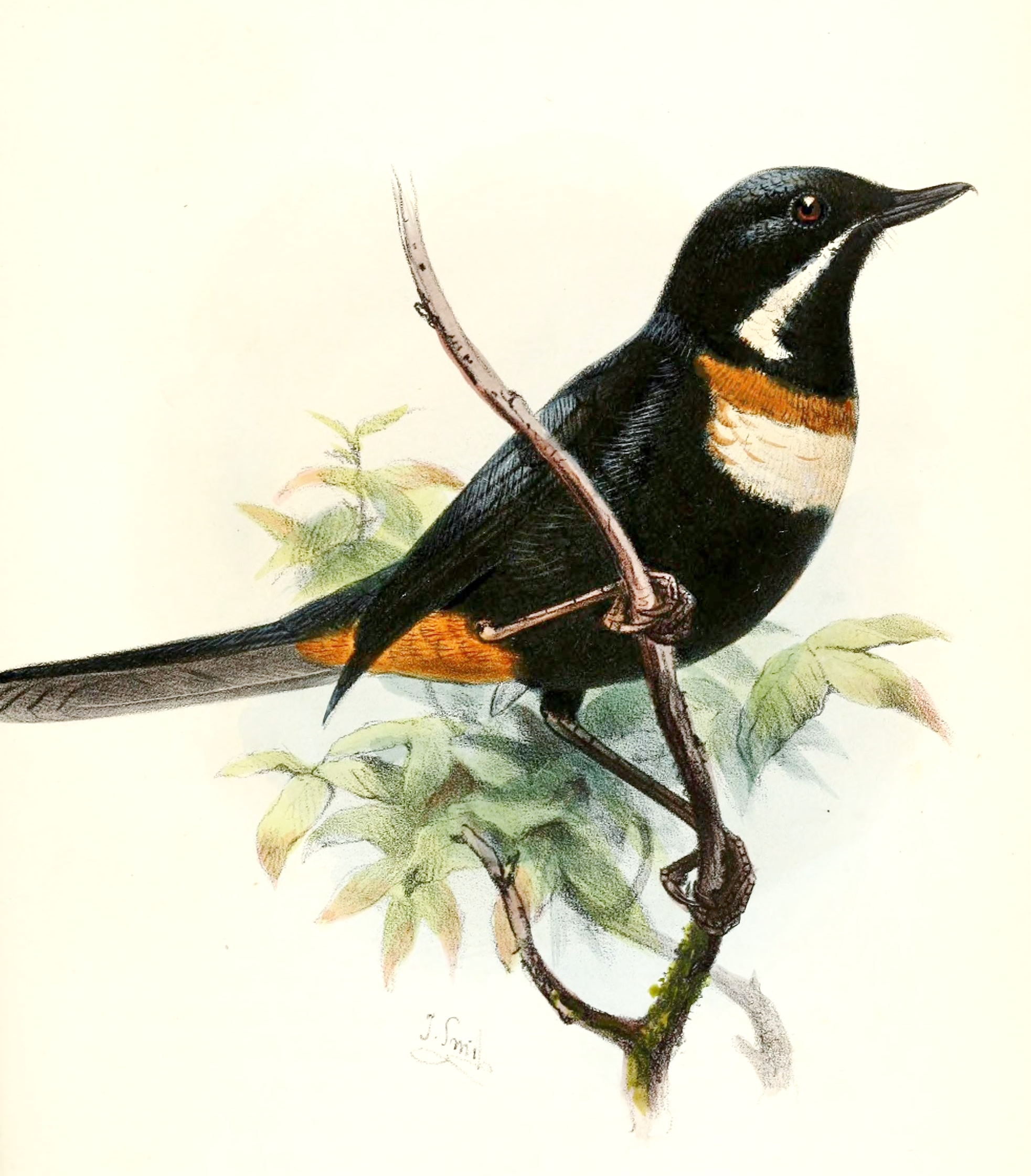
Unterart: D. m. pectoralis

Bisher sind vier Unterarten bekannt, die sich vor allem durch ihre Färbung unterscheiden:
- Diglossa mystacalis mystacalis Lafresnaye, 1846 (Nominatform). Kommt in den Departamentos Cochabamba und La Paz vor.[1]
- Diglossa mystacalis pectoralis Cabanis, 1873. Man findet diese Subspezies vom Distrikt Panao in der Provinz Pachitea in der Region Huánuco bis nach Junín. Ähnelt am meisten D. m. unicincta. Das Brustband ist im oberen Teil ebenfalls rötlich braun, wird aber in der unteren Hälfte weiß.
- Diglossa mystacalis albilinea Chapman, 1919[2]. Diese Unterart ist in den peruanischen Regionen Ayacucho, Cusco und Puno präsent. Ähnelt der Nominatform sehr, doch ist der Bartstreif ockerfarben bzw. im vorderen Bereich cremeweiß. Ein weiterer Unterschied sind die grauen Schultern.
- Diglossa mystacalis unicincta Hellmayr, 1905[3]. Diese Subspezies kommt in der Cordillera de Carpish im Departamento Huánuco in Zentralperu vor. Der Bartstreif ist weiß. Zusätzlich haben die Vögel ein rötlich braunes Brustband, Bauch und Kloake.